# Osvaldo Negri
Jorge Osvaldo Negri (Buenos Aires, 3 giugno 1933) è un ex calciatore argentino, di ruolo portiere.

## Carriera

### Club
Ha sempre giocato nel campionato argentino, vincendolo due volte.

### Nazionale
Ha collezionato 10 presenze con la maglia della Nazionale.

## Palmarès

### Club

#### Competizioni nazionali
- Campionato argentino: 2

Racing Avellaneda: 1958, 1961

### Nazionale
- Campeonato Sudamericano de Football: 1

Argentina 1959